# Мэтэра
Матара (или Мэтэра) — археологический памятник в Эритрее (в нескольких километрах к югу от Сэнафе), где раньше находился крупный аксумский и до-аксумский город. После получения Эритреей независимости Национальный музей Эритреи неоднократно обращался к правительству Эфиопии с просьбой о возврате артефактов, найденных во время раскопок и вывезенных в Аддис-Абебу в период, когда Эритрея входила в состав Эфиопии, однако просьба пока не была удовлетворена.

## История
Имя Мэтэра носят небольшая деревня и имеющий огромное значение археологический памятник примерно в 136 километрах к юго-востоку от Асмэры, сразу же за городом Сэнафе на дороге, ведущей на юг в сторону границы с провинцией Тыграй. На месте археологических раскопок уже обнаружено несколько культурных слоёв, среди которых как минимум два разных крупных города, охватывающих период свыше 1000 лет. Самый верхний уровень принадлежит ко временам Аксумской империи и датируется примерно IV—VIII веками. Этот город был связан или входил в состав мощной торговой империи с центром в её столице — Аксуме, находившемся к юго-западу. Похоже, что Мэтэра была одним звеном из целой цепочки городов, расположившихся вдоль торгового пути от Аксума в портовый город Адулис, обширные руины которого находятся рядом с городом Зула к юго-востоку от города Массауа на побережье Красного моря.
В Мэтэре находится Хавулти (обелиск времён аксумского царства).